# Прогрес М-27М
Прогрес М-27М (рос. Прогресс М-27М) — транспортний вантажний космічний корабель серії «Прогрес», що стартував до Міжнародної космічної станції 28 квітня 2015. 59-й російський корабель постачання МКС. Політ завершився невдало — корабель вийшов на орбіту Землі, проте до МКС не пристикувався та згодом був затоплений у водах Тихого океану.

## Мета польоту
Доставка до Міжнародної космічної станції вантажів загальною масою 2357 кг, зокрема: палива (494 кг), кисню (50 кг), води (420 кг) та інших витратних матеріалів, необхідних для експлуатації станції (1393 кг).
Серед вантажу були подарунки для членів екіпажу до майбутніх свят Дня міжнародної солідарності трудящих та Дня Перемоги, а також копія Прапору Перемоги, який було піднято над Рейхстагом. На тлі цього прапору космонавти мали поздоровити росіян із 70-літтям перемоги у «Великій Вітчизняній війні». На корпус корабля було наклеєно «Георгіївську стрічку».

## Хроніка польоту
Запуск ракети-носія «Союз-2.1а» з транспортним вантажним кораблем «Прогрес М-27М» відбувся 28 квітня 2015 о 10 годині 9 хвилин 50 секунд за московським часом з космодрому Байконур. «Союз-2.1а» було використано вдруге, раніше запуски Прогресів здійснювалися ракетою «Союз-У».
Унаслідок нез'ясованих обставин корабель було виведено на орбіту значно вищу за розрахункову, а також припинилося надходження телеметричних даних. Операторам Центру керування польотами вдалося увімкнути камеру на кораблі. Дані, отримані з камери, показали, що корабель обертається навколо своєї осі.
У ніч з 28 на 29 квітня оператори намагалися стабілізувати політ апарата та зупинити його неконтрольоване обертання. Їхні спроби зазнали невдачі, надіслати команду на вмикання двигунів корабля не вдалося.
Однією із перших робочих версій причин несправності була підозра, що відділення третього ступеня ракети-носія «Союз 2.1а» відбулося некоректно. Згодом голова Роскосмосу Ігор Комаров заявив, що було виявлено негерметичність у магістралі блоку рушійної установки, а телеметрія з корабля пприпинила надходити за півтори секунди до його відділення від ракети-носія «Союз-2.1а». Після цього варіант ручного стикування було відхилено, оскільки в ситуації, що склалася, такі дії було визнано занадто небезпечними.
У мережі Інтернет існує сервіс, який дозволяв усім охочим стежити в режимі онлайн за падінням Прогресу.
За повідомленням Роскосмосу, корабель увійшов у щільні шари атмосфери на 160 оберті над центральною частиною Тихого океану 8 травня 2015 о 5:04 за московським часом, де припинив своє існування.

## Наслідки
До з'ясування причин неполадок запуски ракет-носіїв «Союз 2.1а», а також корабля «Союз ТМА-17М» було вирішено призупинити.
З урахуванням вартості ракети-носія та корабля «Прогрес М-27М» загальний збиток оцінюється приблизно в 5 млрд рублів. При цьому корабель було застраховано на 2 млрд рублів на паритетній основі.